# The Silent Circus
The Silent Circus es el segundo álbum de la banda Between the Buried and Me. fue originalmente lanzado en el 2003, y relanzado en 2006 incluyendo un DVD bonus.

## Track listing
1. Lost Perfection (a) Coulrophobia – 4:13
2. (b) Anablephobia – 3:01
3. Camilla Rhodes – 4:49
4. Mordecai – 5:47
5. Reaction – 2:00
6. (Shevanel Take 2) – 3:13
7. Ad a Dglgmut – 7:38
8. Destructo Spin – 4:46
9. Aesthetic – 3:44
10. The Need for Repetition – 13:38

DVD bonus Incluye:
- Lost Perfection A) Coulrophobia (En vivo)
- Lost Perfection B) Anablephobia (En vivo)
- Destructo Spin (En vivo)
- Roboturner (En vivo)
- All Bodies (En vivo)
- Mordecai (En vivo)
- Alaska (En vivo)
- Metal Injection Interview
- Mordecai (Video musical)
- Alaska (Video musical)
- Slumber Party - Performed by Giles (Video musical)

el disco fue lanzado por Victory Records el 3 de octubre de 2003.

## Trivia
- La canción titulada "Camilla Rhodes" hace referencia a la película de David Lynch Mulholland Drive.
- en la contraportada de la reedición del disco, la canción titulada Mordecai está escrita como "Mordecia" dos veces.
- el último track, The Need for Repetition, de 6:42 minutos de duración es seguido de 4½ minutos de silencio. después del silencio, hay una canción escondida llamada "The Man Land", que sigue por el resto del track.

- Datos: Q3279190